# Leibniz-Institut für Alternsforschung

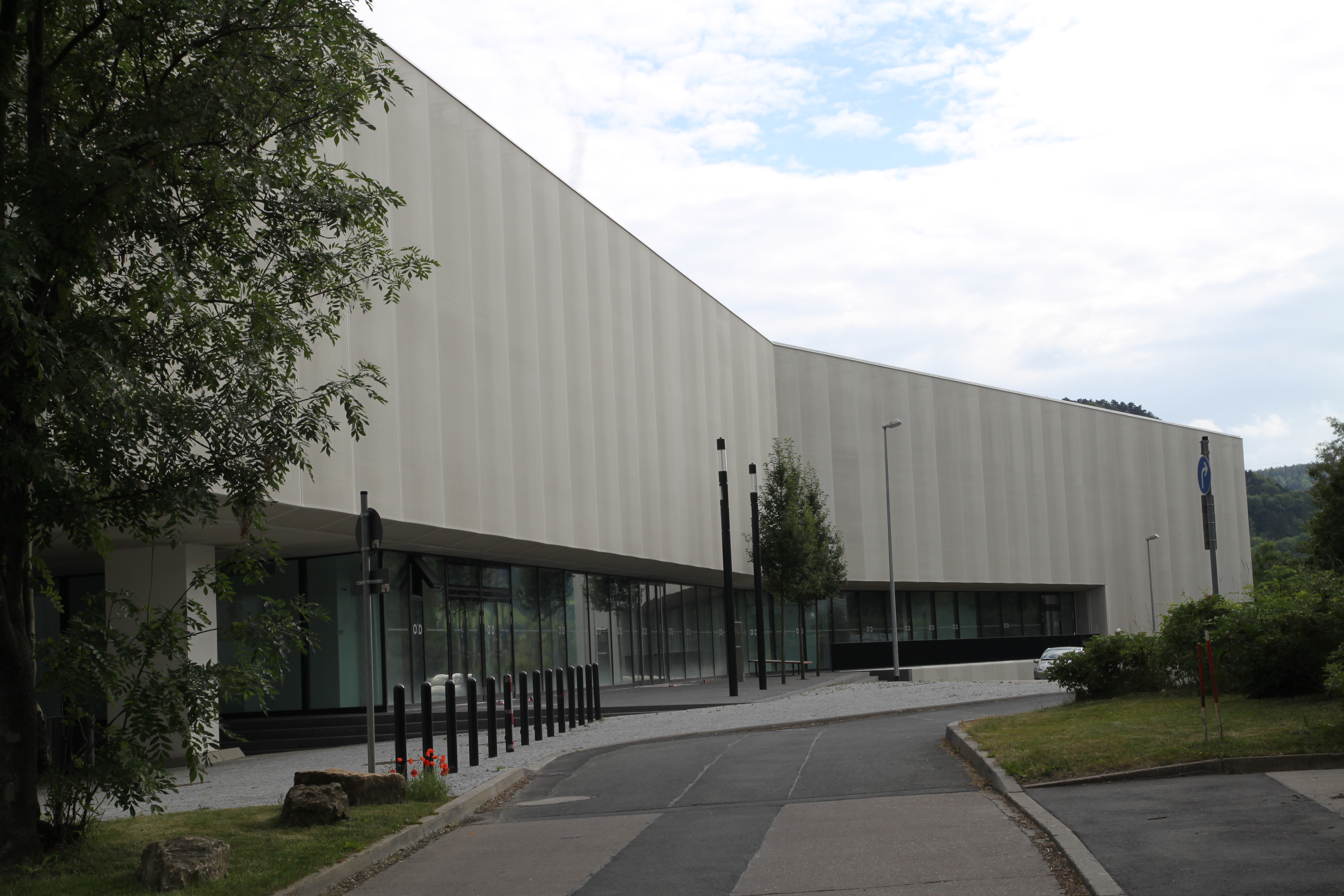
Leibniz-Institut für Alternsforschung (FLI), Neubau, in Jena

Das Leibniz-Institut für Alternsforschung – Fritz-Lipmann-Institut (FLI) ist eine außeruniversitäre Forschungseinrichtung mit Sitz auf dem Beutenberg-Campus in Jena und der biomedizinischen Grundlagenforschung im Fach der Lebenswissenschaften zuzuordnen. Das Institut ist Mitglied der Leibniz-Gemeinschaft. Das FLI wird in privater Rechtsform als eingetragener Verein geführt.
Das FLI war bei seiner Gründung das erste nationale Forschungsinstitut, das sich auf breiter Ebene der biomedizinischen Grundlagenforschung auf dem Gebiet der Alternsforschung / Gerontologie widmete.

## Geschichte
Erster Vorläufer des Instituts war das 1944 gegründete „Schott-Zeiss-Institut für Mikrobiologie“, aus dem 1953 das „Institut für Mikrobiologie und experimentelle Therapie“ hervorging. 1970 erfolgte die Umbenennung in Zentralinstitut für Mikrobiologie und experimentelle Therapie (ZIMET) der Akademie der Wissenschaften der DDR.
Nach der Wende wurde das ehemalige ZIMET 1991 im Wesentlichen in zwei Institute geteilt: das Hans-Knöll-Institut (HKI) und das Institut für Molekulare Biotechnologie (IMB). Das IMB war auf Forschung auf dem Gebiet der Evolutionären Biotechnologie und Genomwissenschaften ausgerichtet und gehörte seit Januar 1992 zu den vom Bund und den Ländern gemeinsam getragenen Forschungseinrichtungen in der damaligen „Blauen Liste“, der heutigen Leibniz-Gemeinschaft.
Nach der Evaluierung des Instituts schlug der Wissenschaftsrat 1999 vor, ein neues Forschungskonzept für das IMB aufzustellen. Daraufhin wurde im Jahr 2003 Peter Herrlich zum neuen Direktor des IMB ernannt, der das neue wissenschaftliche Konzept „Mechanismen der Alterung und altersbedingter Krankheiten“ vorgeschlagen hatte. Entsprechend seiner neuen wissenschaftlichen Ausrichtung wurde das Institut 2005 in „Leibniz-Institut für Alternsforschung – Fritz-Lipmann-Institut“ (FLI) umbenannt.
Das Institut ist benannt nach dem deutsch-amerikanischen Biochemiker Fritz Lipmann (1899–1986), der 1953 den Nobelpreis für Medizin für seine Entdeckung des Coenzyms A als wichtiges Zwischenprodukt im Fettstoffwechsel erhielt.
Von 2012 bis 2017 wurde das Institut durch den Wissenschaftlichen Direktor Karl Lenhard Rudolph geleitet. Bis Ende 2023 hatte Alfred Nordheim dieses Amt inne. Seit Januar 2024 ist Dario Riccardo Valenzano der Wissenschaftliche Direktor des Instituts. Administrativer Vorstand ist seit 2006 Daniele Barthel.

## Forschung und Entwicklung
Ziel der biomedizinischen Alternsforschung am FLI ist es, die genetischen, epigenetischen und molekularen Prozesse zu entschlüsseln, die altersbedingten Veränderungen zugrunde liegen. Dieser Forschungsfokus des FLI ist einzigartig – in Deutschland und darüber hinaus. Das Altern ist ein hoch komplexer Prozess, der durch genetische und äußere Faktoren beeinflusst wird. Mit der Forschung am FLI soll eine Wissenschaftsgrundlage für die Entwicklung neuartiger Therapieansätze geschaffen werden, die dabei hilft, die Gesundheitsspanne zu verlängern – also die Zeit, in der der Mensch gesund altert. Die Verlängerung der Gesundheitsspanne ist nicht nur für den einzelnen Menschen von Bedeutung. Sie hat insgesamt hohe Relevanz, um den demographischen Wandel und die damit einhergehende Alterung der Gesellschaft bewältigen zu können.

## Kooperationen
Eine multidisziplinäre Herangehensweise ist das Fundament der Forschung am FLI und spiegelt sich in einer Vielzahl von nationalen und internationalen Kooperationen mit anderen Forschungsinstitutionen wider.
Das FLI arbeitet eng mit der Friedrich-Schiller-Universität Jena (FSU) und dem Jenaer Universitätsklinikum zusammen und ist in etwa 300 nationale Forschungskooperationen und Verbünde integriert. Zudem pflegt das FLI einen systematischen Austausch mit Forschungseinrichtungen in mehr als 30 Ländern der Welt.

## Infrastruktur
Das Institut beschäftigt etwa 350 Personen, darunter eine große Anzahl internationaler Wissenschaftler (Beschäftigte, Studenten und Gastwissenschaftler) aus 40 verschiedenen Ländern (Anteil von 23,1 % im Jahr 2020).
Der Etat des Instituts lag 2021 bei 31,4 Mio. Euro (Zuschuss des Bundes BMBF: 16,0 Mio. Euro, Zuschuss des Landes Thüringen: 12,4 Mio. Euro). Etwa 3,0 Mio. Euro wurden als Drittmittel eingeworben.
Mit der Inbetriebnahme eines Laborneubaus im Jahr 2013 vergrößerte sich die Nutzfläche des Instituts von 4.500 auf etwa 10.000 m². 2017 begannen umfangreiche Sanierungsarbeiten im Altbaubestand des Institutes.